# Jaroslav Plašil
Jaroslav Plašil (phát âm tiếng Séc: [ˈjaroslaf ˈplaʃɪl]; sinh ngày 5 tháng 1 năm 1982) là một cựu cầu thủ bóng đá người Séc thi đấu ở vị trí  tiền vệ. Anh dành hầu hết sự nghiệp tại Pháp chơi bóng cho Monaco và Bordeaux với 411 lần ra sân tại Ligue 1. Anh thi đấu tổng cộng 367 trận và đeo băng thủ quân đưa đến chiến thắng tại Coupe de France 2012–13. Anh còn chơi hai mùa bóng cho Osasuna tại Tây Ban Nha và một lần thi đấu đưới dạng cho mượn cho Catania của Ý.
Plašil có được 103 lần khoác áo tuyển bóng đá quốc gia Cộng hòa Séc từ năm 2004 đến 2016. Anh từng đại diện cho nước nhà tranh tài tại 4 kỳ Giải vô địch bóng đá châu Âu và Giải vô địch bóng đá thế giới 2006.

## Sự nghiệp cấp câu lạc bộ

### Đầu sự nghiệp
Năm 18 tuổi, Plašil đã ký hợp đồng với Monaco vào năm 2000, nhưng trong quãng thời gian hai năm đầu tiên, anh chỉ đá chính 8 trận. Sau đó anh bị đem cho mượn tới câu lạc bộ Créteil ở Ligue 2. Sau màn thể hiện tốt, Plašil trở lại Monaco vào đầu mùa giải năm 2003 và trong 4 năm kế tiếp anh trở thành nhân tố thường xuyên góp mặt ở đội chính và thậm chí tận hưởng khoảnh khắc đẹp nhất của mình ở mùa 2003–04 khi mà đội bóng lọt vào chung kết của của UEFA Champions League. Tại mùa giải đó, Plašil đóng góp một bàn thắng trong thất bại kỷ lục 8-3 của Monaco trước Deportivo La Coruña.

### Osasuna
Ngày 25 tháng 8 năm 2007, Plašil ký hợp đồng dài 4 năm với câu lạc bộ CA Osasuna đến từ La Liga với mức phí 2,25 triệu euro, nhằm thay thế cầu thủ Javad Nekounam bị chấn thương.
Anh có trận ra mắt vào ngày 16 tháng 9, thay thế Javier García Portillo ở phút 19 cuối của trận hòa không bàn thắng trên sân nhà với FC Barcelona. Anh có bàn thắng đầu tiên cho đội ở Pamplona vào ngày 2 tháng 12, đó là một cú vô-lê bằng sân trái để mở ra chiến thắng 2–1 tại Deportivo de La Coruña. 3 ngày sau anh có được bàn thắng đầu tiên tại Sân vận động Reyno de Navarra, để bắt đầu trận hòa 1–1 với Sevilla FC. Anh kết thúc mùa bóng với 4 bàn sau 35 trận, bàn cuối là bàn duy nhất trong chiến thắng trước kình địch Real Zaragoza vào ngày 10 tháng 12 năm 2008, ở phút bù giờ của hiệp một.
Ngày 5 tháng 10 năm 2008, Plašil bị truất quyền thi đấu ở hiệp một của trận thua 1–0 trên sân nhà trước Racing de Santander vì để bóng chạm tay sau cú sút của Ezequiel Garay, mặc dù vậy anh này đã đá hỏng quả phạt đền. Anh một lần nữa ghi 4 bàn sau 32 trạn, trong đó một bàn vào ngày 31 tháng 5 năm 2009 giúp cân bằng tỉ số, chung cuộc đem về chiến thắng 2–1 trên sân nhà trước Real Madrid.

## Thống kê sự nghiệp

### Câu lạc bộ
| Câu lạc bộ         | Mùa                | Giải                 | Giải    | Giải      | Cúp     | Cúp       | Cúp châu Âu | Cúp châu Âu | Tổng cộng | Tổng cộng |
| Câu lạc bộ         | Mùa                | Hạng đấu             | Số trận | Bàn thắng | Số trận | Bàn thắng | Số trận     | Bàn thắng   | Số trận   | Bàn thắng |
| ------------------ | ------------------ | -------------------- | ------- | --------- | ------- | --------- | ----------- | ----------- | --------- | --------- |
| Monaco             | 2001–02            | Division 1 / Ligue 1 | 4       | 0         | 0       | 0         | 0           | 0           | 4         | 0         |
| Monaco             | 2002–03            | Division 1 / Ligue 1 | 4       | 0         | 0       | 0         | 0           | 0           | 4         | 0         |
| Monaco             | 2003–04            | Division 1 / Ligue 1 | 34      | 2         | 0       | 0         | 10          | 1           | 44        | 3         |
| Monaco             | 2004–05            | Division 1 / Ligue 1 | 24      | 1         | 0       | 0         | 5           | 0           | 29        | 1         |
| Monaco             | 2005–06            | Division 1 / Ligue 1 | 21      | 1         | 6       | 0         | 0           | 0           | 27        | 1         |
| Monaco             | 2006–07            | Division 1 / Ligue 1 | 30      | 1         | 1       | 0         | 0           | 0           | 31        | 1         |
| Monaco             | 2007–08            | Division 1 / Ligue 1 | 4       | 0         | 0       | 0         | 0           | 0           | 4         | 0         |
| Monaco             | Tổng cộng          | Tổng cộng            | 121     | 5         | 7       | 0         | 15          | 1           | 143       | 6         |
| Créteil (mượn)     | 2002–03            | Ligue 2              | 14      | 0         | 0       | 0         | —           | —           | 14        | 0         |
| Osasuna            | 2007–08            | La Liga              | 34      | 4         | 1       | 0         | —           | —           | 35        | 5         |
| Osasuna            | 2008–09            | La Liga              | 32      | 4         | 0       | 0         | —           | —           | 32        | 4         |
| Osasuna            | Tổng cộng          | Tổng cộng            | 66      | 8         | 1       | 0         | 0           | 0           | 67        | 8         |
| Bordeaux           | 2009–10            | Ligue 1              | 34      | 2         | 7       | 2         | 9           | 1           | 50        | 5         |
| Bordeaux           | 2010–11            | Ligue 1              | 38      | 4         | 4       | 0         | —           | —           | 42        | 4         |
| Bordeaux           | 2011–12            | Ligue 1              | 38      | 3         | 2       | 0         | —           | —           | 40        | 3         |
| Bordeaux           | 2012–13            | Ligue 1              | 33      | 2         | 6       | 0         | 10          | 0           | 49        | 2         |
| Bordeaux           | 2013–14            | Ligue 1              | 4       | 0         | 1       | 0         | —           | —           | 5         | 0         |
| Bordeaux           | 2014–15            | Ligue 1              | 34      | 0         | 4       | 0         | —           | —           | 38        | 0         |
| Bordeaux           | 2015–16            | Ligue 1              | 27      | 3         | 6       | 1         | 4           | 0           | 37        | 4         |
| Bordeaux           | 2016–17            | Ligue 1              | 37      | 1         | 8       | 1         | 0           | 0           | 45        | 2         |
| Bordeaux           | 2017–18            | Ligue 1              | 22      | 0         | 2       | 0         | 2           | 0           | 26        | 0         |
| Bordeaux           | 2018–19            | Ligue 1              | 23      | 0         | 3       | 0         | 9           | 0           | 35        | 0         |
| Bordeaux           | Tổng cộng          | Tổng cộng            | 290     | 15        | 43      | 4         | 34          | 1           | 367       | 20        |
| Catania (mượn)     | 2013–14            | Serie A              | 28      | 1         | —       | —         | —           | —           | 28        | 1         |
| Tổng kết sự nghiệp | Tổng kết sự nghiệp | Tổng kết sự nghiệp   | 519     | 29        | 51      | 4         | 49          | 2           | 619       | 35        |

Ghi chú
1. ↑  bao gồm cả Coupe de France, Coupe de la Ligue, Trophée des Champions, Copa del Rey.
2. ↑  bao gồm cả Europa League, Siêu cúp châu Âu và UEFA Champions League.

### Cấp đội tuyển

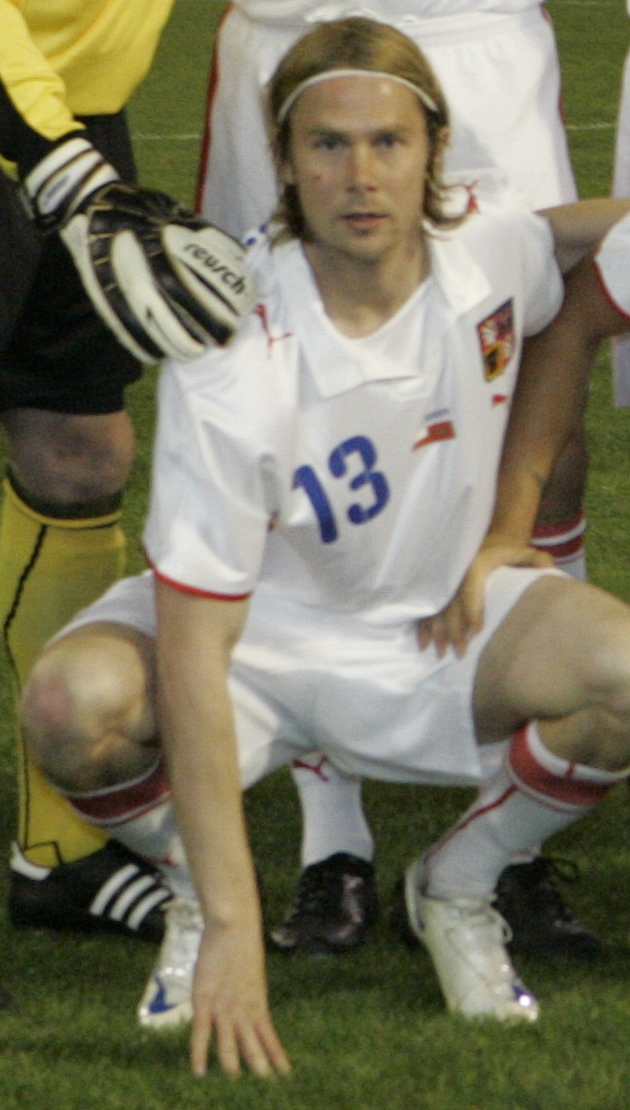
Plašil trong một trận đấu giao hữu với tuyển Morocco vào tháng 2 năm 2009

| Tuyển quốc gia | Năm       | Số trận | Số bàn thắng |
| -------------- | --------- | ------- | ------------ |
| Cộng hòa Séc   | 2004      | 4       | 1            |
| Cộng hòa Séc   | 2005      | 6       | 0            |
| Cộng hòa Séc   | 2006      | 13      | 0            |
| Cộng hòa Séc   | 2007      | 10      | 1            |
| Cộng hòa Séc   | 2008      | 11      | 1            |
| Cộng hòa Séc   | 2009      | 8       | 1            |
| Cộng hòa Séc   | 2010      | 8       | 0            |
| Cộng hòa Séc   | 2011      | 9       | 2            |
| Cộng hòa Séc   | 2012      | 11      | 0            |
| Cộng hòa Séc   | 2013      | 9       | 0            |
| Cộng hòa Séc   | 2014      | 2       | 0            |
| Cộng hòa Séc   | 2015      | 6       | 0            |
| Cộng hòa Séc   | 2016      | 6       | 1            |
| Tổng cộng      | Tổng cộng | 103     | 7            |

Tỉ số và kết quả liệt kê bàn thắng của Cộng hòa Séc trước.
| # | Ngày                 | Nơi tổ chức                                         | Lần khoác áo | Đối thủ     | Tỉ số | Kết quả | Giải đấu                                     |
| - | -------------------- | --------------------------------------------------- | ------------ | ----------- | ----- | ------- | -------------------------------------------- |
| 1 | 1 tháng 6 năm 2004   | Generali Arena, Praha, Cộng hòa Séc                 | 2            | Bulgaria    | 2–0   | 3–1     | Giao hữu                                     |
| 2 | 17 tháng 10 năm 2007 | Allianz Arena, München, Đức                         | 31           | Đức         | 3–0   | 3–0     | Vòng loại giải vô địch bóng đá châu Âu 2008  |
| 3 | 15 tháng 6 năm 2008  | Sân vận động Genève, Genève, Thụy Sĩ                | 40           | Thổ Nhĩ Kỳ  | 2–0   | 2–3     | Giải vô địch bóng đá châu Âu 2008            |
| 4 | 10 tháng 10 năm 2009 | Generali Arena, Praha, Cộng hòa Séc                 | 51           | Ba Lan      | 2–0   | 2–0     | Vòng loại giải vô địch bóng đá thế giới 2010 |
| 5 | 25 tháng 3 năm 2011  | Sân vận động Los Cármenes mới, Granada, Tây Ban Nha | 62           | Tây Ban Nha | 1–0   | 1–2     | Vòng loại giải vô địch bóng đá châu Âu 2012  |
| 6 | 3 tháng 9 năm 2011   | Hampden Park, Glasgow, Scotland                     | 65           | Scotland    | 1–1   | 2–2     | Vòng loại giải vô địch bóng đá châu Âu 2012  |
| 7 | 27 tháng 5 năm 2016  | Kufstein Arena, Kufstein, Áo                        | 98           | Malta       | 1–0   | 6–0     | Giao hữu                                     |